# Simone Assemani
Simone Assemani (Roma, 19 de febrero de 1752 - Padua, 7 de abril de 1821), sobrino-nieto de Giuseppe Simone Assemani, fue un numismático y orientalista italiano de origen libanés.

## Biografía
Era miembro de los Assemani, una familia maronita de origen libanés de la que salieron varios orientalistas ilustres y eclesiásticos. Estudió teología en la Universidad de La Sapienza de Roma y se ordenó sacerdote de rito latino y maronita. A la edad de 26 años se trasladó a Siria y Egipto como misionero. En 1778 regresó a Roma para dedicarse a la investigación y a la enseñanza de las lenguas. Se trasladó también a Alemania y Austria y trabajó durante algún tiempo en la Biblioteca imperial de Viena. En 1785 fue nombrado profesor de Lenguas orientales bíblicas en el seminario de Padua; en 1807 obtuvo la misma cátedra en la Universidad de Padua, ciudad en la que murió el 7 de abril de 1821.

## Obras principales

### Numismática
- Museo Cufico Naniano / illustrato dall'Abate Simone Assemani. Padova 1787-88. Microfilm-Edition Urbana, Ill.: Univ. of Illinois 1998.
- Sopra le Monete Arabe effigiate. Padua, 1809.
- Spiegazione di due rarissime medaglie cufiche della famiglia degli Ommiadi appartenenti al Museo Majnoni in Milano. Milán, 1818.

### Orientalismo
- Saggio sull'origine culto letteratura e costumi degli Arabi avanti Maometto. Padua, 1787.
- Globus caelestis Cufico-Arabicus Veliterni Musei Borgiani a Simone Assemano illustratus, praemissa eiusdem De Arabum astronomia dissertatione et adiectis Duabus epistolis Josephi Toaldi. Padua, 1790.
- Catalogo de' Codici Manoscritti Orientali della Bibliotheca Naniana / Compilato dall'Abate Simone Assemani Professore di Lingue Orientali. Padua, 1792.

## Voces relacionadas
- Giuseppe Simone Assemani
- Stefano Evodio Assemani
- Giuseppe Luigi Assemani

## Otros proyectos
- Wikisource contiene una página dedicada a Simone Assemani